# Ana Sofia Varela
Ana Sofia Varela Fernandes, mais conhecida por Ana Sofia Varela (Lisboa, 28 de março de 1977), é uma fadista portuguesa.

## Biografia
Cresceu em Serpa, no Alentejo, regressando depois à sua terra natal. 
O seu primeiro contacto com o fado aconteceu aos dez anos através da obra de Amália Rodrigues, influenciando-a também a música tradicional Alentejana. 
Participa no programa "Selecção Nacional" da RTP onde foi finalista. Logo a seguir participa no Festival RTP da Canção de 1995.
Em 1997 surge o convite de Carlos Zel para cantar em casas de fado Lisboetas. Iniciou uma colaboração com Mário Pacheco com quem realizou espectáculos fora de Portugal e foi presença regular no seu clube do Fado.
Projecto importante também, foi a sua participação no CD "A Guitarra e Outras Mulheres" de António Chainho, a par de nomes como Marta Dias, Teresa Salgueiro e Filipa Pais.
Em 1999 participa num espetáculo em Nova Iorque organizado por João Braga e que que culminaria na gravação de dois temas para o CD "Cem Anos de Fado".
Participou no espectáculo "Uma Vela Por Amália" e anda em digressão com "De Sol a Lua - Flamenco e Fado". È convidada para uma das edições do "Festival das Músicas e dos Portos" de homenagem a Linhares Barbosa.
Lança pela Popular (Edições Valentim de Carvalho) um single com dois temas: "Quem canta na minha voz", com letra de João Monge e música de Rui Veloso e "Rosa Nocturna" de Vasco Graça Moura e Mário Pacheco. 
O álbum de estreia, produzido por {{Manuel Paulo Felgueiras]], acabou por ser editado em 2002 pela editora Universal.
Grava "Na Margem Deste Rio" com Fredo Mergner para a compilação "Movimentos Perpétuos" de 2003"
Em 2006 conhece José Peixoto e Fernando Júdice que a convidaram para participar no projeto "Sal". O disco homónimo foi lançado em 2007. . 
Colabora no disco "Clube de Fado - A Música e a Guitarra" [2007] de Mário Pacheco.
Em 2009 foi lançado pela iPlay o disco "Fados De Amor E Pecado" feito em colaboração com João Gil e João Monge. Ainda em 2009 participa no disco "Em’Cantado" de Rão Kyao.